# Bibliotheca Sacra
Bibliotheca Sacra ist eine theologische Fachzeitschrift, die vom evangelikalen Dallas Theological Seminary herausgegeben wird. Die Zeitschrift erscheint seit 1843 und ist damit die älteste noch erscheinende theologische Fachzeitschrift in den Vereinigten Staaten.

## Geschichte
Die ursprünglich calvinistisch orientierte Zeitschrift wurde 1843 am Union Theological Seminary in New York gegründet, zog aber bereits nach drei Ausgaben ans Andover Theological Seminary in Andover (Massachusetts) um (die Jahrgangszählung beginnt erst mit 1844). Als Andover einen liberalen Kurs einzuschlagen drohte, wurde die Herausgabe 1884 dem Oberlin College in Oberlin (Ohio) übertragen, das der Zeitschrift in den folgenden Jahrzehnten ein zunehmend konservatives Profil verlieh. 1922 übernahm das Xenia Theological Seminary in St. Louis (später Pittsburgh) die Herausgeberschaft und verstärkte die konservative Ausrichtung. Mit dem Wechsel zum Dallas Theological Seminary (damals noch Evangelical Theological College) in Dallas wurde die Zeitschrift ab 1934 zum akademischen Sprachrohr des Dispensationalismus.

## Hauptherausgeber
- 1843: Edward Robinson
- 1844–1852: Bela Bates Edwards
- 1852–1883: Edwards Amasa Park
- 1884–1921: George Frederick Wright
- 1922–1933: Melvin Grove Kyle
- 1934–1940: Rollin Thomas Chafer
- 1940–1952: Lewis Sperry Chafer
- 1952–1985: John F. Walvoord
- 1986–2013: Roy B. Zuck
- 2013–2018: Larry J. Waters
- seit 2018: Glenn R. Kreider